# منتخب مصر لكرة القدم الأمريكية
منتخب مصر لكرة القدم الأمريكية،تأسس في عام 2013 على يد مؤمن نعيم.
حصل منتخب مصر على عضوية الاتحاد الدولي لكرة القدم الأمريكية، وخاض أولى مبارياته ضد منتخب المفرب في إطار تصفيات كأس العالم، وانتهت المباراة بفوز منتخب المغرب بنتيجة 26-6.

## الوضع القانوني
رفضت وزارة الشباب والرياضة المصرية السماح بتأسيس اتحاد خاص بكرة القدم الأمريكية في مصر، ولكنه وفي غفلة من المسئولين تواصل مؤمن نعيم مع الاتحاد الدولى للعبة وحصول منه على موافقة واعتراف رسمى بتأسيس الاتحاد المصرى وتكوين فريق يلعب باسم مصر في المحافل الدولية دون موافقة الدولة المصرية.صرح مؤمن رئيس الاتحاد المصرى إنه حاول في أكثر من الحصول على موافقة وزارة الشباب والرياضة لكن دون جدوى ما اضطره إلى الاتجاه إلى الاتحاد الدولى.